# Turdus fulviventris
El zorzal ventricastaño (Turdus fulviventris) también conocido como mirla colorada, mirlo ventricastaño o tordo de vientre castaño es una especie de ave paseriforme de la familia de los túrdidos. Se distribuye en el norte de América del Sur.

## Distribución y hábitat
Su hábitat natural son los son bosques húmedos de montaña y los bordes del bosque entre los 1.300 y 2.700 m de altitud, en Colombia, Ecuador, Perú y Venezuela. Está clasificado como de preocupación menor por la IUCN debido a su amplia gama de distribución.

## Descripción

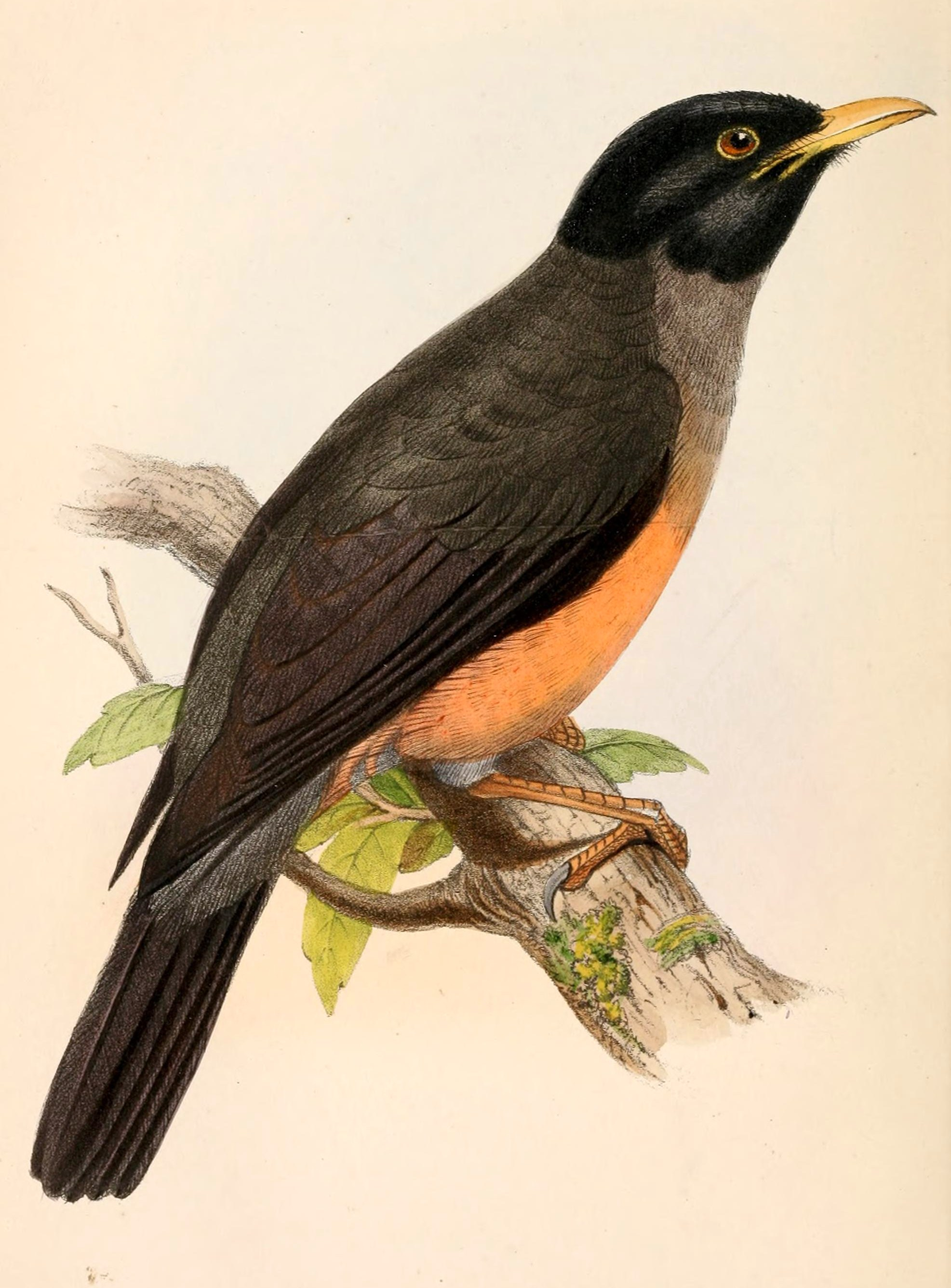
Ilustración por John Jennens

Mide 25 cm de longitud. Presenta pico amarillento y anillo ocular anaranjado. El macho tienen la cabeza y la garganta negras, en la garganta con rayas blancas; el dorso es gris oscuro con las alas y la cola negruzcas;  tiene una banda gris brillante en la parte superior del pecho; la parte inferior del pecho es anaranjada a rojiza ferruginosa; el crísum es castaño grisáceo. La coloración de la hembra es similar pero opaca.